# João Santana
João Cerqueira de Santana Filho (Tucano, 5 de janeiro de 1953) é um jornalista, músico, escritor e publicitário brasileiro.
Com trajetória profissional que passa pelas redações de grandes jornais e revistas, pela música e literatura, João Santana acabou se destacando no marketing político, onde é considerado o profissional de sua geração que mais elegeu presidentes.
Comandou diretamente o marketing vitorioso de oito eleições presidenciais, o que lhe confere um local destacado no ranking mundial de sua atividade. Foi o coordenador do marketing vitorioso das campanhas de  Lula (2006) e Dilma Roussef (2010 e 2014), no Brasil; Hugo Chávez (2012), na Venezuela; Mauricio Funes, em El Salvador; Danilo Medina, na República Dominicana; e José Eduardo Santos, em Angola. Três destas vitórias foram conseguidas em um mesmo ano (2012), um feito inédito no marketing político internacional. Além destes pleitos presidenciais, comandou dezenas de campanhas para governador, prefeito, senador e deputados no Brasil e na Argentina. Em 2020, foi colocado, pela revista Campaigns and Elections em nono lugar na lista dos dez melhores consultores políticos do mundo.
Preso pela Operação Lava Jato em fevereiro de 2016, foi solto em agosto do mesmo ano, passando a cumprir medida cautelar, após pagamento de fiança e assinatura de acordo de colaboração premiada com a Justiça – homologado pelo Supremo Tribunal Federal (STF), em 2017. Foi absolvido das acusações de corrupção e organização criminosa, e condenado por lavagem de dinheiro pelo recebimento de pagamentos em caixa dois nas campanhas do PT. Suas condenações foram anuladas em janeiro de 2024 pelo ministro Edson Fachin.

## Carreira e Atuação

### No Jornalismo
Formado em Comunicação Social pela Faculdade de Comunicação da UFBA, no começo da sua carreira João Santana foi repórter do Jornal da Bahia e Tribuna da Bahia, além de criador e diretor dos tabloides alternativos Boca do Inferno e Invasão, em 1976. 
Os principais postos que ocupou nesta área foi como Chefe da Sucursal Bahia-Sergipe do jornal O Globo (1978-1982), Chefe da Sucursal Bahia da revista Veja (1982-1984), Chefe de Redação em Brasília do Jornal do Brasil (1985-1986) e Diretor da Sucursal Brasília da revista IstoÉ, onde ganhou o Prêmio Esso de Reportagem de 1992, com a matéria "Eriberto - Testemunha Chave", decisiva para o impeachment do Presidente Fernando Collor.

### Na Comunicação Social
Na gestão de Mário Kertész na prefeitura de Salvador (1986-1989), João Santana teve a sua experiência direta na vida pública, como Secretário de Comunicação Social, fazendo parte de uma equipe que contava com artistas e intelectuais como Gilberto Gil, Waly Salomão, Rogério Duarte, Márcio Meirelles, entre outros, e onde estavam também o arquiteto e urbanista João Filgueiras Lima (Lelé) e o filósofo Roberto Pinho – com os quais seguiu em outros projetos, como a implantação das novas unidades hospitalares da rede Sarah Kubitschek em Brasília, São Luís e Salvador.
Como escritor, publicou em 2002 um romance, intitulado Aquele Sol Negro Azulado. Com a banda de rock Bendegó, Lançou seis LPs entre 1973 e 1989, além de participar de faixas de álbuns de artistas como Caetano Veloso.

### No marketing político-eleitoral
João Santana começou sua atuação no marketing político com Duda Mendonça, de quem viria se tornar sócio em 1997. Quando a sociedade acabou em 2002, ele criou a Polis Comunicação e Marketing, com sua esposa Mônica Moura. 
Comandou diretamente o marketing de dez campanhas presidenciais: Lula (Brasil, 2006), Maurício Funes (El Salvador, 2009), Dilma (Brasil, 2010), Danilo Medina (República Dominicana, 2012), Hugo Chávez (Venezuela, 2012), Jose Eduardo (Angola, 2012), Jose Domingos Árias (Panamá, 2014), Dilma (Brasil, 2014) e Danilo Medina (República Dominicana, 2016) – somando oito vitórias em sete países diferentes, sendo três em um mesmo ano, um feito inédito no marketing político internacional que lhe conferiu um lugar destacado no ranking mundial de sua atividade.
A Campaigns and Elections, uma das mais respeitadas publicações do gênero, o coloca ao lado de David Axelrod (Obama), Brad Parscale (Trump), Gerald Butts (Trudeau), Robby Mooks (Hillary), e Ismael Emelien (Macron), entre outros, como os melhores profissionais desta área no mundo. Além dos pleitos presidenciais, João Santana comandou dezenas de campanhas para governador, prefeito, senador e deputados, no Brasil e na Argentina.
Em 2014, em sua primeira derrota, não conseguiu eleger o candidato da esquerda, que perdeu a campanha para Juan Carlos Varela.
Em 2016, disse em um comunicado que estava abandonando a campanha de reeleição do presidente da República Dominicana, Danilo Medina, para se defender de "acusações infundadas".
Em abril de 2021, foi contratado para trabalhar na comunicação do PDT. Após o 1° turno da eleição presidencial no Brasil de 2022, com a derrota do Ciro Gomes, teve o contrato encerrado.

### Na Operação Lava Jato

#### Prisão e soltura
Foi preso em fevereiro de 2016, na 23ª fase da Operação Lava Jato, batizada de Operação Acarajé, e solto em agosto do mesmo ano após acordo de colaboração premiada, pagamento de fiança e outras condições exigidas pela justiça.

#### Colaboração premiada
Em julho de 2016, admitiu em juízo caixa dois no esquema de corrupção investigado pela Lava Jato, e em abril de 2017 teve sua colaboração premiada homologada pelo Supremo Tribunal Federal (STF).

#### Condenações
Em 2 de fevereiro de 2017 foi condenado a 8 anos e quatro meses de prisão pelo crime de lavagem de dinheiro. Sua esposa, Monica Moura também foi condenada e teve a mesma pena.
Em 26 de junho de 2017 foi condenado em outro processo a 7 anos e 6 meses de reclusão pelo crime de lavagem de dinheiro,

#### Autocrítica
Em entrevista de grande repercussão no programa Roda Viva, da TV Cultura, em outubro de 2020, João Santana fez autocríticas por ter concordado em receber pagamentos não contabilizados, mas denunciou que o Caixa Dois era uma pratica generalizada no Brasil, afirmando que a prática “foi sempre a alma do sistema eleitoral.”

#### Anulação dos processos
Em dezembro de 2023, as condenações da Lava Jato contra João Santana foram anuladas, em janeiro de 2024, pelo vice-presidente do Supremo Tribunal Federal, Edson Fachin, que entendeu que os processos deveriam tramitar na Justiça Eleitoral do Distrito Federal, com a 13ª Vara Federal em Curitiba sendo considerada incompetente para julgar o caso.

### Nas artes
Como escritor, em 2002, publicou Aquele Sol Negro Azulado – “(…) um romance povoado por fantasmas e demônios do medo brasileiro - a relação com os Estados Unidos, a internacionalização da Amazônia, a integridade territorial, a complexa trama étnica, a pobreza, a biopirataria, o artificialismo das instituições.” Editado no Brasil e Argentina.
E foi através da música que ele começou a se expressar publicamente, como compositor e letrista principal do grupo Bendegó.
Foi também parceiro de Moraes Moreira e teve canções gravadas por Diana Pequeno, Pepeu Gomes e outro cantores de sucesso na década de 70.
Em novembro de 2020, em parceria com Jorge Alfredo, lançou o álbum Suave Distopia.